# Martin Vinnicombe
Martin Vinnicombe (Melbourne, 5 de desembre de 1964) va ser un ciclista australià. Es va especialitzar en la pista, especialment en el Quilòmetre contrarellotge. Va guanyar una medalla olímpica a Seül, i un Campionat del món.
El 1991 va donar positiu per consum d'esteroides.
Va estar casat amb la també ciclista Lucy Tyler.

## Palmarès
- 1986
  - Medalla d'or als Jocs de la Commonwealth en Quilòmetre contrarellotge
- 1987
  -  Campió del món en Quilòmetre contrarellotge amateur
- 1988
  -  Medalla de plata als Quilòmetre contrarellotge
- 1990
  - Medalla d'or als Jocs de la Commonwealth en Quilòmetre contrarellotge